# Ístria veneciana
La Ístria veneciana fou la part de la península d'Ístria que va passar a Venècia al llarg del segle xiii i fins al començament del segle xiv. La darrera fou Pola el 1331. Aquestes ciutats ja havien estat aliades o pagaven tribut a Venècia des del segle xii i es van separar del patriarcat d'Aquileia. Van pertànyer a Venècia fins al 1797 (Tractat de Campo Formio).
Principals ciutats venecianes:
- Monfalcone
- Grado
- Capo d'Istria
- Pola
- Parenzo
- Rovigno
- Umago
- Albona
- Fianona